# 渡辺允
渡辺 允（渡邉 允、わたなべ まこと、1936年（昭和11年）5月9日 - 2022年（令和4年）2月8日）は、日本の外交官。位階は正三位。
元・侍従長、前・宮内庁参与。東京府（現・東京都）出身。

## 略歴・人物
学習院初等科（1949年（昭和24年）卒業）、都立日比谷高校を経て、1959年（昭和34年）東京大学法学部卒業後、外務省入省。同期には松浦晃一郎ら。
英語研修(米国スワースモア大学)、北米局北米第一課事務官、1976年（昭和51年）条約局法規課長、1977年（昭和52年）国際連合局政治課長、1979年（昭和54年）在フィリピン日本国大使館参事官、1981年（昭和56年）在アメリカ合衆国日本国大使館参事官、1983年（昭和58年）在アメリカ合衆国日本国大使館公使、1985年（昭和60年）外務省大臣官房審議官（北米局担当）、1988年（昭和63年）駐ヨルダン大使を歴任。
中近東アフリカ局長（1989年（平成元年）3月7日- ）、儀典長（1993年（平成5年）11月2日 - 1995年（平成7年）8月4日）を経て、式部官長。
1996年（平成8年）12月12日から2007年（平成19年）6月15日まで侍従長。
2007年（平成19年）、『プリンセス・マサコ』の出版に対して、宮内庁として容認できない記述に関する公式抗議状を送付。より近い立場にいる野村一成（東宮大夫）の対処との違いが際立って早かったと指摘されている。
2008年（平成20年）、瑞宝大綬章受章。
宮内庁侍従職御用掛を経て、2012年（平成24年）4月1日から2020年（令和2年）6月18日まで宮内庁参与。
退任後は皇室関連インタビュー・講演を多く行っていた。
2022年（令和4年）2月8日、誤嚥性肺炎のため、東京都新宿区の高齢者医療施設で死去。85歳没。死没日付で正三位に叙された。

## 親族
曾祖父に渡辺千秋伯爵と、元勲の大山巌公爵。明治天皇崩御時の宮内大臣を務めた千秋は、大山厳と深く関わった。千秋の子・渡辺千春伯爵は、大山の娘と結婚、その長男が充の父である渡辺昭伯爵。母の春子は男爵小畑大太郎の娘。
初代財務官だった渡辺武、物理学者の渡辺慧は親類（父方のいとこ）である。ノーベル賞化学者の野依良治は父方のはとこ。

## 同期
外務省入省同期には、松浦晃一郎の他、瀬下博基（中南米局長、駐伊大使）、田島高志（駐加大使）、苅田吉夫（式部官長）、大鷹市郎（駐フィンランド大使）、野々山忠致（駐ヨルダン大使）など。

## 著作
- 『平成の皇室 両陛下にお仕えして』（明成社、2008年（平成20年）12月）- 主にインタビュー集
- 『天皇家の執事 侍従長の十年半』（文藝春秋、2009年（平成21年）10月、文春文庫、2011年（平成23年）12月）